# Copa Soraya de Futsal
A Copa Soraya de Futsal é um campeonato de futsal do brasileiro. Foi criada em 2009 pela Casa Soraya de Esporte, com o propósito de profissionalizar os jovens craques de Teresópolis. Conta com a participação de nove equipes de nove bairros.

## Edições
| Ano  | Campeão    | Vice-campeão |
| ---- | ---------- | ------------ |
| 2009 | CDM        | Bom Retiro   |
| 2010 | Bom Retiro | Pinheiros    |

### Títulos por equipe
| Clube      | Títulos | Vices |
| ---------- | ------- | ----- |
| CDM        | 1       | 0     |
| Bom Retiro | 1       | 1     |
| Pinheiros  | 0       | 1     |

## Referencias
1. ↑  O Diário de Teresópolis (17 de março de 2010). «Copa Soraya/LTD terá nove equipes». Consultado em 7 de setembro de 2010